# Parafia św. Jana Chrzciciela w Grzegorzowicach
Parafia świętego Jana Chrzciciela w Grzegorzowicach – parafia rzymskokatolicka, znajdująca się w diecezji sandomierskiej, w dekanacie Kunów.